# Bojong (Nagreg, Bandung)
Bojong is een bestuurslaag in het regentschap Bandung van de provincie West-Java, Indonesië. Bojong telt 5246 inwoners (volkstelling 2010).